# Jeffreyston
Jeffreyston est un village et une communauté du Pembrokeshire, au pays de Galles.

## Toponymie
Jeffreyston est un nom d'origine anglaise désignant une ferme (tūn en vieil anglais) appartenant à un dénommé Geoffrey. Il est attesté pour la première fois en 1362 sous la forme Geffreiston, mais on trouve une mention de son équivalent latin, Villa Galfrid, un siècle et demi plus tôt, vers 1214.

## Géographie
Jeffreyston est situé dans le sud-est du Pembrokeshire, à 7 km au nord-est de la ville côtière de Tenby. Le chef-lieu du comté, Haverfordwest, se trouve à une vingtaine de kilomètres au nord-ouest. La route A477 (en) passe à 1,5 km à l'est du village.
La communauté de Jeffreyston comprend aussi les villages et hameaux de Cresselly / Creseli (cy), Cresswell Quay (sur la Cresswell, une rivière qui se jette dans l'estuaire de Milford Haven), Loveston (cy) et Yerbeston (cy).

## Histoire
Des mines de charbon sont exploitées autour de Jeffreyston dès le Moyen Âge, avec une mention dans un document de 1282. Cette industrie connaît son apogée au XVIIIe siècle et prend fin au début du XXe siècle, à la suite de la catastrophe de Loveston qui coûte la vie à sept mineurs en 1936.

## Politique
Les communautés de Jeffreyston et Carew forment un ward (district électoral) qui élit un des 60 membres du conseil de comté du Pembrokeshire (en). Lors des élections locales de 2022, le siège de Carew and Jeffreyston est remporté par la candidate indépendante Vanessa Thomas.
Pour les élections à la Chambre des communes, Jeffreyston appartient à la circonscription de Mid and South Pembrokeshire depuis les élections générales de 2024.
Pour les élections au Parlement gallois, Jeffreyston est rattaché à la circonscription de Carmarthen West and South Pembrokeshire.

## Démographie
Au recensement de 2011, la communauté de Jeffreyston comptait 574 habitants.
| 1801 | 1811 | 1821 | 1831 | 1841 | 1851 | 1881 |
| ---- | ---- | ---- | ---- | ---- | ---- | ---- |
| 685  | 663  | 732  | 610  | 644  | 679  | 494  |

| 1891 | 1901 | 1911 | 1921 | 1931 | 1951 | 1961 |
| ---- | ---- | ---- | ---- | ---- | ---- | ---- |
| 448  | 434  | 376  | 419  | 384  | 366  | 330  |

| 1971 | 1981 | 1991 | 2001 | 2011 | - | - |
| ---- | ---- | ---- | ---- | ---- | - | - |
| 339  | ?    | ?    | ?    | 574  | - | - |

## Culture locale et patrimoine
La communauté de Jeffreyston comprend plus de 30 monuments classés, dont trois de grade II*, correspondant aux « édifices particulièrement importants ou d'un intérêt spécial » : deux églises et un manoir.
L'église paroissiale de Jeffreyston, dédiée aux saints Jeffrey et Oswald, remonte au haut Moyen Âge ; son porche abrite une pierre gravée du VIIIe ou IXe siècle. Elle a été presque complètement rebâtie à l'occasion de sa restauration en 1868, à l'exception de son clocher médiéval.
Le village de Loveston abrite une église dédiée à saint Léonard. Construite aux XIVe et XVe siècles dans le style gothique perpendiculaire, elle ne connaît pas de restauration de grande ampleur à l'époque victorienne.
Le manoir de Cresselly House (en) est fondé vers 1770 pour servir de résidence à la famille Allen, propriétaire de mines de charbon dans la région, qui compte parmi ses représentants les plus notables le député du Pembrokeshire John Hensleigh Allen (1769-1843). Cette résidence de style georgien subit un certain nombre de modifications par la suite, dont l'ajout d'ailes dans les années 1860.

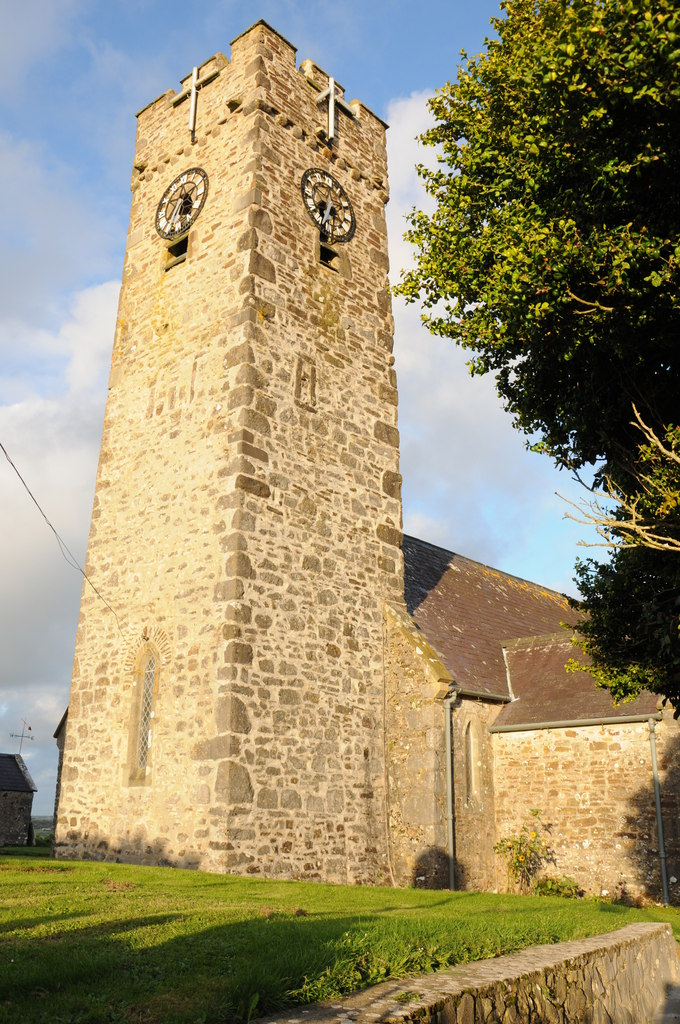
L'église Saints-Jeffrey-et-Oswald de Jeffreyston.
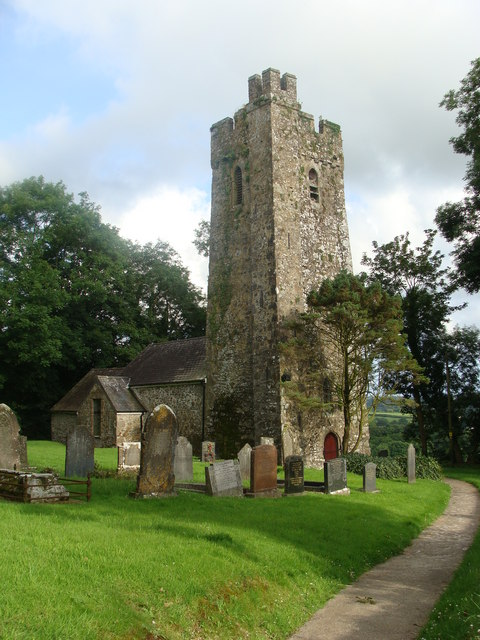
L'église Saint-Léonard de Loveston.